# أنتوني هيدجيز
أنتوني هيدجيز (بالإنجليزية: Anthony Hedges)‏ هو ملحن بريطاني، ولد في 5 مارس 1931، وتوفي في 19 يونيو 2019.

## وصلات خارجية
- أنتوني هيدجيز على موقع ميوزك برينز (الإنجليزية)
- أنتوني هيدجيز على موقع ديسكوغز (الإنجليزية)